# Steam (Band)
Steam waren ursprünglich das Trio Gary DeCarlo, Paul Leka und Dale Frashuer aus Bridgeport, Connecticut. Sie spielten 1969 eine Single ein mit dem Titel Na Na Hey Hey Kiss Him Goodbye als A-Seite und It’s The Magic In You Girl auf der B-Seite. Noch vor Veröffentlichung der Single trennten sich die drei.

## Wirken
Als die Single dann doch veröffentlicht und plötzlich zum Hit wurde, engagierte Paul Leka kurzerhand sechs Studiomusiker, die das Lied bei Auftritten spielten. Na Na Hey Hey Kiss Him Goodbye wurde ein internationaler Hit, Nummer 1 in den USA und ein Millionenseller. In Großbritannien erreichte der Titel Platz 9 der Single-Charts und in Deutschland Platz 5.
Das Lied wird heute noch gerne von US-amerikanischen Baseball-Clubs als Stadionhymne verwendet und ist insbesondere mit den Chicago White Sox verbunden.
Nach einem weiteren, mittelmäßigen Erfolg mit I’ve Gotta Make You Love Me löste sich das Sextett wieder auf.

## Mitglieder
Ursprüngliches Trio
- Gary DeCarlo
- Paul Leka
- Dale Frashuer

das spätere Sextett
- Bill Steer, Sänger
- Jay Babins, Gitarre
- Tom Zuke, Gitarre
- Hank Schorz, Keyboard
- Mike Daniels, Bass
- Ray Corries, Schlagzeug

## Diskografie

### Alben
1970 Steam (Mercury SR 61254)
- A1: Na, Na, Hey, Hey, Kiss Him Goodbye
- A2: I’ve Gotta Make You Love Me
- A3: It’s The Magic In You Girl
- A4: Come On Home Girl
- A5: Love And Affection
- B1: Come On Back And Love Me
- B2: I’ve Cried A Million Tears
- B3: I’m The One Who Loves You
- B4: One Good Woman
- B5: New Breed, Now Generation

### Singles
1969 (Fontana F-1667)
- A: Na Na Hey Hey Kiss Him Goodbye
- B: It’s The Magic In You Girl

1970 (Mercury 30160)
- A: Na Na Hey Hey Kiss Him Goodbye
- B: Don’t Stop Lovin' Me

1970 (Mercury 73020)
- A: I’ve Gotta Make You Love Me
- B: One Good Woman

1970 (Mercury 73053)
- A: I’m The One Who Loves You
- B: What I’m Saying Is True

1970 (Mercury 73117)
- A: Don’t Stop Lovin' Me
- B: Do Unto Others